# Traminda vividaria
Traminda vividaria là một loài bướm đêm trong họ Geometridae.